# Actinodaphne longipes
Actinodaphne longipes är en lagerväxtart som beskrevs av Kostermans. Actinodaphne longipes ingår i släktet Actinodaphne och familjen lagerväxter. Inga underarter finns listade i Catalogue of Life.